# Alon Sariel

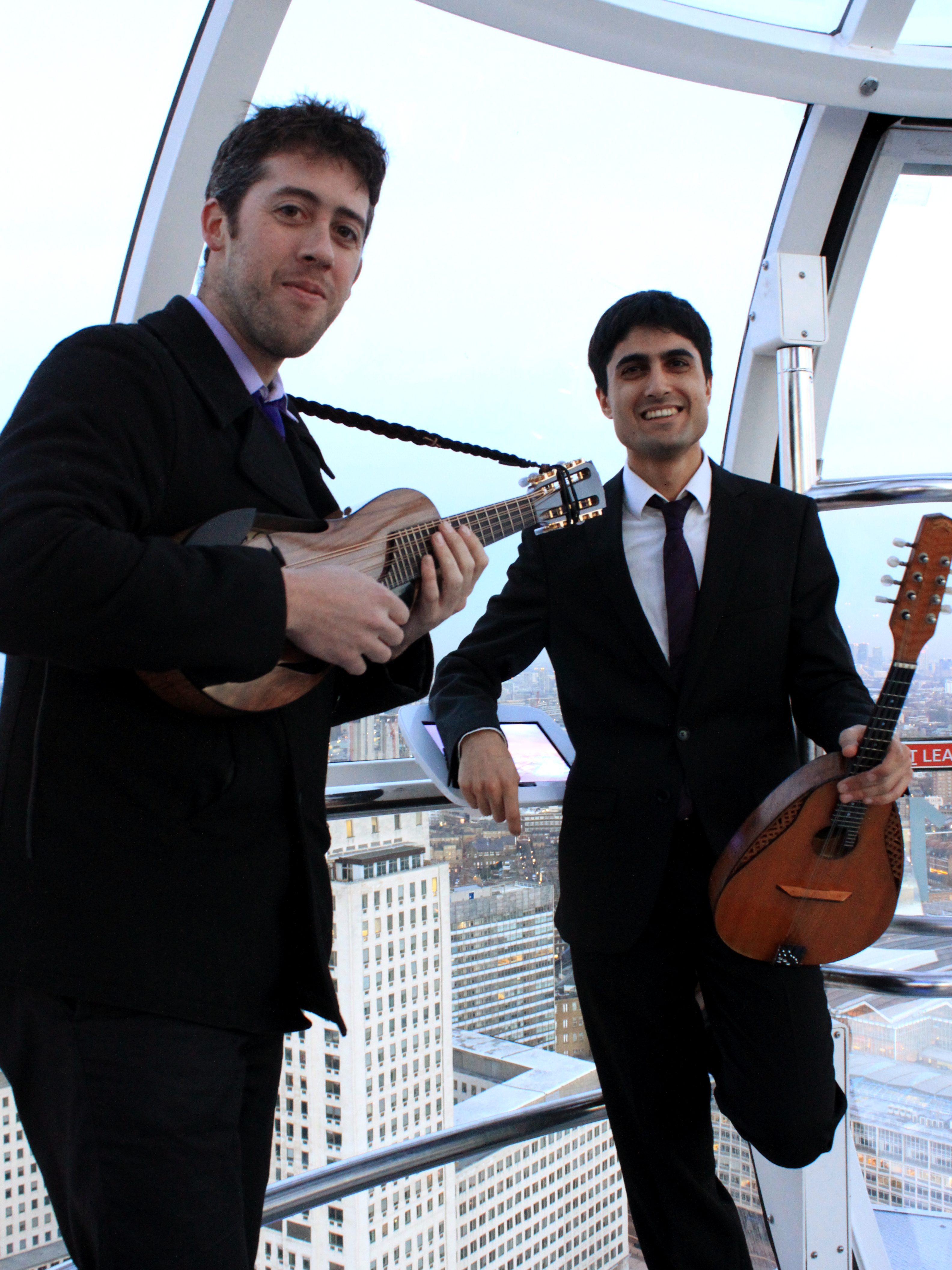
Alon Sariel (rechts) im Jahr 2012 mit dem Mandolinist Joseph Brent

Alon Sariel (geboren 1986 in Beʾer Scheva) ist ein israelischer Dirigent, Ensemble-Gründer sowie im Orchester oder als Solist auf der Mandoline, Lautenist und Harfenist.

## Leben
Geboren in der sogenannten „Hauptstadt der Mandoline“ in der südisraelischen Stadt Beʾer Scheva, begann Alon Sariel seine musikalischen Studien an der Jerusalem Academy of Music and Dance, an der er den Abschluss als Master of Music erreichte. Im Anschluss studierte Sariel in Belgien am Royal Conservatory of Brussels, um in der niedersächsischen Landeshauptstadt seine Ausbildung an der dortigen Hochschule für Musik, Theater und Medien Hannover (HMTMH) fortzusetzen.
Neben seinem Studium des Mandolinenspiels als Solist und im Konzert ließ sich Sariel zudem als Lautenist ausbilden, studierte Barockharfe und absolvierte die Ausbildung zum Orchesterleiter. Hierzu hatte ihn Daniel Barenboim inspiriert, mit dem er in dessen West-Eastern Divan Orchestra zusammenarbeitete.

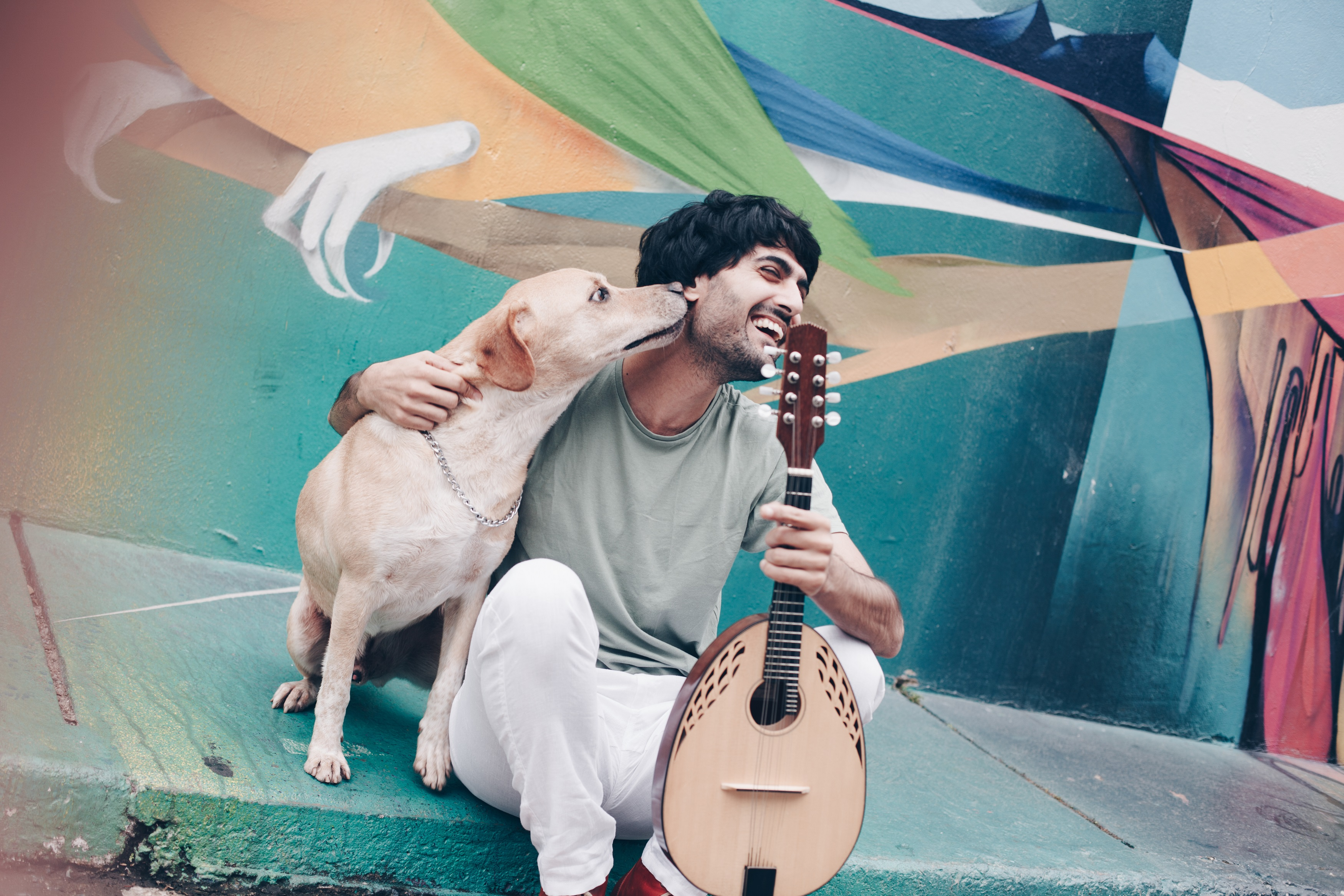
Alon Sariel im Jahr 2018 in Sao Paulo, Brasilien

Nach seinem Umzug nach Hannover im Jahr 2010 erlernte Sariel an der Hochschule für Musik und Theater das Handwerk des Kapellmeisters. Dort gründete er das Ensemble Concerto Foscari, mit dem er aufwendige Programme entwickelt und im Großen Garten Herrenhausen zur Aufführung bringt. Der Namensgebung des Ensembles nimmt Bezug auf den venezianischen Palazzo Foscari, in dem die Welfen zur Zeit des Kurfürstentums Hannover Residenz nahmen und den Karneval in Venedig feierten.
Alon Sariel wirkte und leitete vielfach die Camerata Medica, das Jugend-Sinfonie-Orchester Göttingen,
das Internationale Ensemble Hannover sowie das israelische Projekt Alte Musik. Er ist zudem Mitglied des West-Eastern Divan Orchestra. Seine Aufnahmen wurden unter anderem unter den Musiklabels Naxos und Albany Records aufgezeichnet.

## Auszeichnungen
Alon Sariel ist Preisträger mehrerer bedeutender Musikwettbewerbe.
Für Sonntag, den 14. Oktober 2018, wurde die Verleihung des Opus Klassik in Berlin in der Kategorie „Konzerteinspielung des Jahres“ (Musik bis einschließlich des 18. Jahrhunderts) angekündigt für Sariels Album „Telemandolin“. Der Preis wurde während einer von Thomas Gottschalk moderierten Gala im Berliner Konzerthaus verliehen.